# Irenio Jara
Irenio Jara (13 dicembre 1929 – 24 dicembre 1999) è stato un calciatore cileno di ruolo centrocampista.

## Carriera
Con la Nazionale cilena ha partecipato alle Olimpiadi del 1952.